# Amietia wittei
Espèce
Statut de conservation UICN

 LC  : Préoccupation mineure
Synonymes
- Phrynobatrachus wittei Angel, 1924
- Rana aberdariensis Angel, 1925
- Afrana wittei (Angel, 1924)

Amietia wittei est une espèce d'amphibiens de la famille des Pyxicephalidae.

## Répartition
Cette espèce est endémique du centre-Est de l'Afrique. Elle se rencontre :
- sur les hauts plateaux du Kenya ;
- dans le nord de la Tanzanie ;
- en Ouganda

## Étymologie
Cette espèce est nommée en l'honneur de Gaston-François de Witte.

## Publication originale
- Angel, 1924 : Description de deux batraciens nouveaux d'Afrique orientale anglaise, appartenant au genre Phrynobatrachus (Mission Alluaud et Jeannel, 1911-1912). Bulletin du Museum National d'Histoire Naturelle, Paris, vol. 30, p. 130-131.